# Asus Eee PC
Az ASUS Eee PC ultra-hordozható számítógép, amelyet az Intel és az ASUSTeK cégek terveztek a fogyasztói piac számára. A netbook néven ismert hordozható számítógép kategória első típusa. Az első, 2007-ben megjelent típust kis méret és tömeg, viszonylag alacsony ár, Linux operációs rendszer, SSD meghajtó jellemezte. Néhány, a 2008-as év folyamán megjelent újabb modell már Windows XP operációs rendszert és hagyományos merevlemezt tartalmazott. Ezen újabb változatok ára már magasabb, de még mindig alatta marad a subnotebook kategóriába tartozó gépeknek.
A gép neve a reklámozásához használt angol szlogen kezdőbetűiből áll össze: „Easy to learn, Easy to work, Easy to play”.

## Áttekintés

### Eee 700 sorozat
Az Asus cég eredetileg két modellt jelentett be a Tajvanon megtartott 2007-es COMPUTEX kiállításon: az Eee PC 701 és Eee PC 1001 modelleket. A 701-re alapozott Eee PC 4G modellt 2007. október 16-án kezdték el árusítani, kezdetben csak Tajvanon. Ezt az alapmodellt rövidesen még három másik változat követte. Az eredeti bejelentésben szereplő másik változatot, az 1001-est végül törölték. A 2007-es évben az Asus több, mint 300 000 db Eee PC-t adott el. Az Intel a kis gépet a saját World Ahead marketing kampányával állította párhuzamba, melynek célja az volt, hogy mindenkinek lehetővé tegye a számítógéphez jutást.
Részben az OLPC (One Laptop per Child) projektre adott válasznak is tekinthető ez modellsorozat. Az első ilyen modellek még Linux rendszerrel kerültek szállításra, az első Windows XP-vel előtelepített példányok 2008-ban kerültek eladásra.

### Eee 900 sorozat

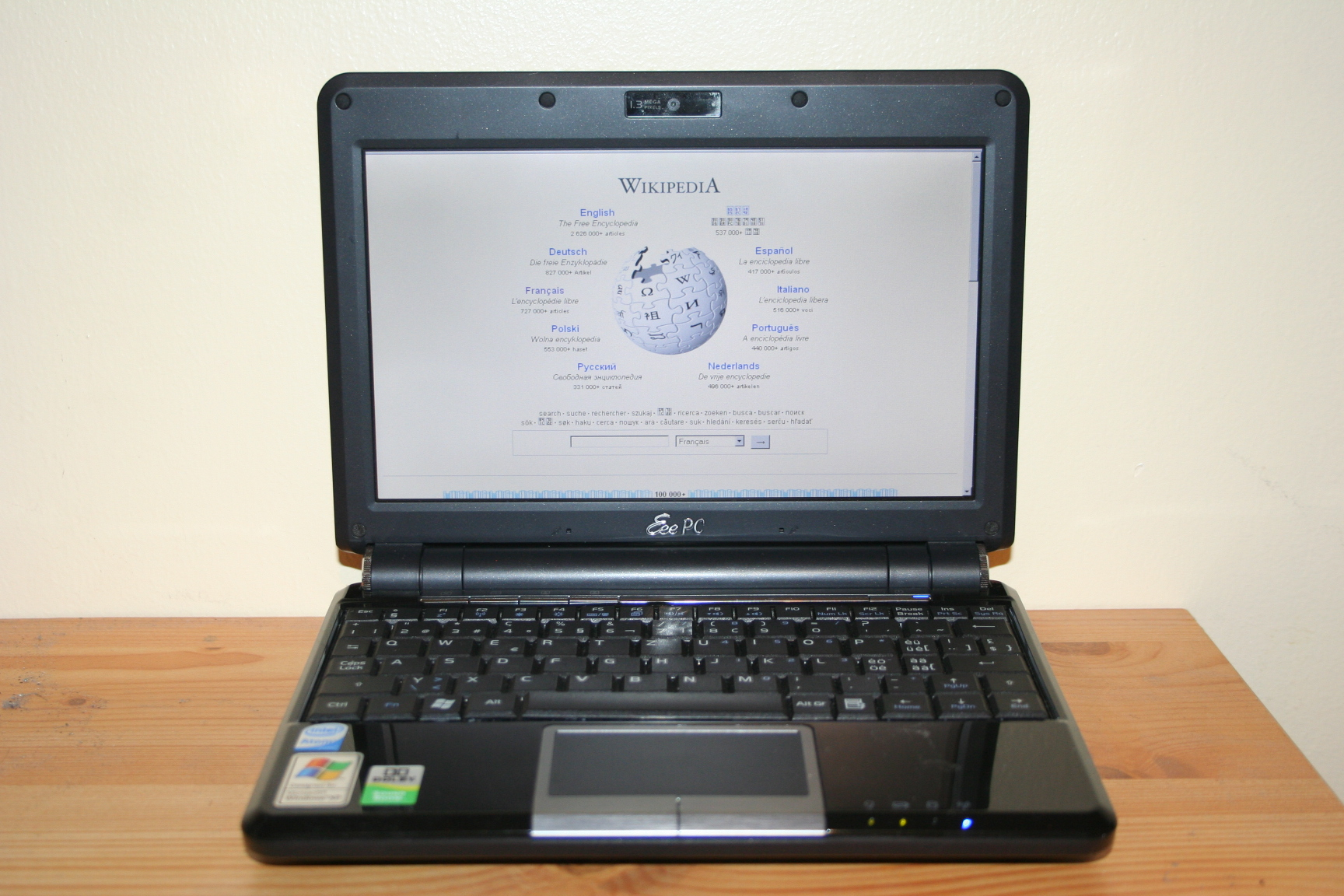
Windowsos Eee 901 Firefoxot futtat a Wikipédiával

Az Asus az Eee PC 900 modelleket 2008 tavaszán vezette be az Egyesült Államokban, és később más országokban. A rendszer előirányzott ára 399 euró volt. A 700-as sorozathoz képest változott a hardver: 8,9"-os, 1024×600 felbontású kijelzőt, 1 GB memóriát, nagyobb háttértárat és tapipadot kapott, a 900-as processzora Intel Celeron lett 900 MHz-es órajellel (ami már akkor is eléggé elavultnak számított, körülbelül egy 2000-es évek eleji Pentium 3-assal volt egyenértékű) melynek megnövekedett hőleadása miatt aktív hűtést (ventilátort) építettek be. Hardverkövetelményei elegendőek a Windows XP futtatására is, bár a 2008-as CeBIT-en kiállított darabok Windows XP-t és Linuxot egyaránt futtattak.
Ezek a gépek csak kicsivel nagyobbak fizikailag, mint a 700-as sorozat, mert míg azoknál a kijelző nem töltötte ki a neki tervezett panelt (mellette volt a két hangszóró), addig az új szériában ezek átkerültek a gép aljára.
A későbbi modellek már Intel Atom processzorral, és Bluetooth-szal felszerelkezve kerültek forgalomba, továbbá képesek a Windows 7 futtatására is.

### Eee 1000 sorozat
A 2008 júniusában bejelentett gépekben 10 colos kijelző, 1,6 gigahertzes Intel Atom processzor, 8+32 GB flash memória vagy 80 vagy 160 GB-os merevlemezes háttértár szerepelt. A billentyűzet mérete a normál notebookokénak a 92%-a, ezáltal kényelmesebb, ergonomikusabb élmény nyújt.

### Eee 1200 és egyéb sorozatok
2009 novemberében az ASUS bejelentette az első Nvidia ION grafikus vezérlővel szerelt netbookját, az Eee 1201N típusjelzésűt. Ezen gépek már 11,6 colos kijelzővel, kétmagos Atom processzorral, 2 GB memóriával kerültek forgalomba, mint az akkori egyik legerősebb versenyző a subnotebook-ok kategóriájában. Azóta ez a széria is újabb, erősebb tagokkal bővült, mint például az 1215-ös (ezek közül az 1215B jelzésű már AMD Brazos architektúrát tartalmazott), 1225-ös modellek.
2008 végén forgalomba kerültek a szintén Eee jelzéssel ellátott, viszont asztali, úgynevezett nettop konfigurációjú gépek, Asus EeeBox név alatt. Ezekre jellemző, hogy bár hardver terén az azonos árkategóriában lévő netbookokkal voltak egy szinten, azonban asztali gépek lévén, munkaállomásként, fix számítógépként lehet őket használni. A jövőben várhatóan mind ez, mind a többi széria új tagokkal fog bővülni, a hordozhatóság, és gazdaságosság jegyében.

## Főbb jellemzői

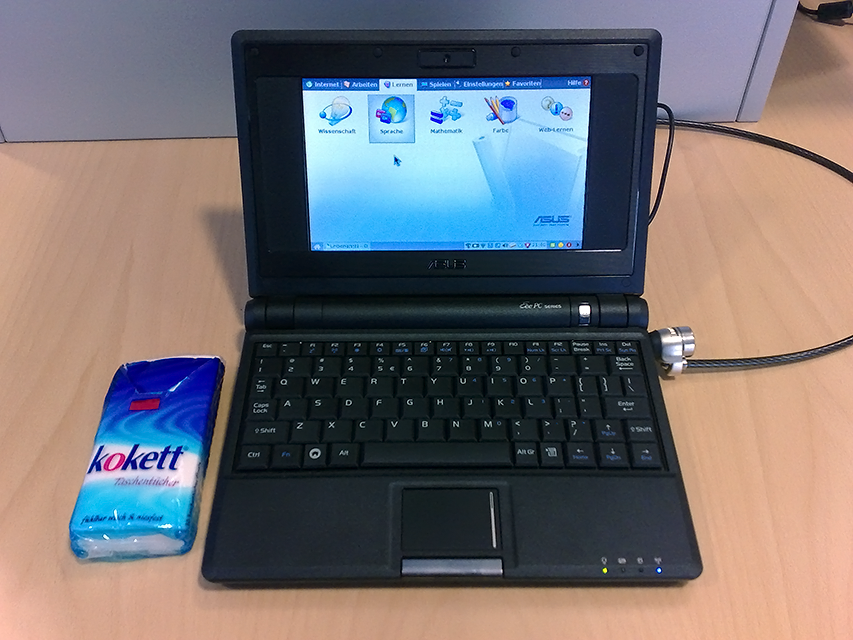
Kensington-zárral rögzített, fekete Eee PC

### Hordozhatóság
Az Eee PC a szubnotebookok családjába tartozik, mérete egy nagyobb keményfedelű könyvével egyezik meg. Emiatt, és mert a súlya 1 kg alatt van, egy teljesen átlagos kézitáskában is elfér. Hálózat nélkül, akkumulátorról a kihasználtság függvényében 2-6 óráig tud átlagosan üzemelni. A hordozhatóságot segíti az is, hogy a töltője igen kis méretű. Kommunikációra leginkább a vezetékes és a vezeték nélküli Ethernet interfész használható, amelyek minden modelljükben megtalálhatók.

### Kijelző
A 700-as szériájú gépek 7"-es, 800x480 képpontos felbontású kijelzővel szereltek. A kijelző nem fedi le teljesen a rendelkezésre álló területet, hanem mindkét oldalt és a felső részen is szabadon hagy egy vékony sávot. Az oldalsó sávban találhatóak a hangszórók, míg a felsőben a webkamera. Mivel a gépen van VGA kimenet, ezért külső monitor is csatlakoztatható hozzá. A támogatott maximális felbontás függ az előtelepített operációs rendszertől és a képernyő beállításaitól. A felhasználók panaszkodtak arra, hogy az első modelleknél VGA csatlakozó túlságosan közel volt a Kensington-zárhoz, ezért nem lehetett használni egyszerre mind a kettőt, de ez a későbbi - nagyobb - modelleknél megoldódott.

### Háttértár
Az Eee PC nem csak hagyományos merevlemezt, hanem egy ún. szilárdtest-meghajtót (solid-state drive, SSD) is tartalmazhat. Ez a fajta háttértár flash technológiát használ, nem tartalmaz mozgó alkatrészt, gyorsabban működik, teljesen zajtalan és a fogyasztása is kisebb, mint a hagyományos háttértáraknak. A legfőbb hátránya, hogy drága, ezért csak kis kapacitású egységeket alkalmaznak, hogy a gép ára alacsonyan maradjon. Az Eee PC 701 2, 4 és 8 GB méretű egységekkel volt rendelhető. A kis méret és az operációs rendszer helyigénye miatt adattárolásra csak kis terület maradt. Ezen külső memóriakártya használatával lehetett segíteni, mert a gép tartalmazott beépített kártyaolvasót. A 900-as sorozatok az eredeti 4 GB-os tár mellett tartalmaznak egy második háttértárat, ez 8 vagy 16 GB méretű, míg az 1000-es széria már 32 GB kapacitású SSD-vel is rendelhető.
Természetesen létezik hagyományos merevlemezes változat is, ezek mérete 30 és 320 GB között változik.

### Operációs rendszer,szoftverek

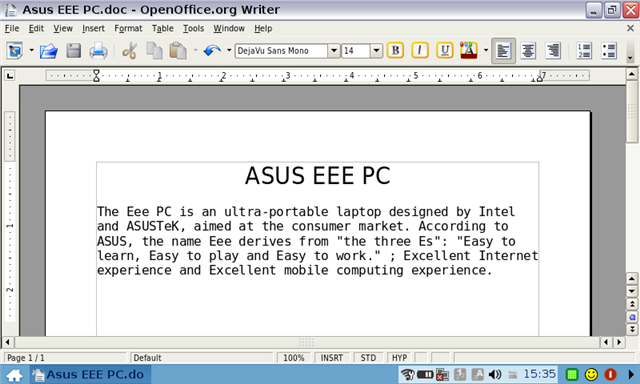
Az OpenOffice.org Writer alkalmazás

Mivel a gépekbe x86-os architektúrájú, hagyományos processzorokat építenek, ezért a legtöbb asztali gépeken használt operációs rendszer feltelepíthető rájuk. A gépek jelenleg a következő operációs rendszereket támogatják (típusfüggően):
- Microsoft Windows XP
- Microsoft Windows 7
- Linux, különösen Ubuntu, Fedora, Debian, és egyéb disztribúciók
- Google Chrome OS, Android
- Solaris, Mac OS X

#### Linux
Az ASUS eleinte egy saját disztribúciót, a Xandros Linux-ot telepítette fel a gépeire. Ez a rendszer a hardver kihasználásához szükséges eszközmeghajtókat tartalmazta. A vállalat az ACPI és Wi-Fi meghajtókat a GNU GPL szabályai szerint közzétette. A Synaptic és az apt csomagkezelők segítségével további szoftverek telepíthetőek a gépre Internetes forrásokból. Később azonban ezt lecserélték a jóval népszerűbb Ubuntu-ra.
Az előtelepített rendszer két partíciót tartalmaz, egy csak olvashatót a rendszer és egy írható-olvashatót az adatok számára. A 4 GB-os háttértárral szerelt gépeken kb. 1,4 GB, a 8 GB-os modelleken 5,1 GB marad szabadon az adatok számára.
A gyárilag telepített Linuxszal többen elégedetlenek voltak, elsősorban gyenge csomagtámogatása miatt, ezért több, Eee-re (és más netbookra) optimalizált disztribúció fejlesztése vette kezdetét. Ezek közül a legismertebb az Ubuntu Linux netbookokra optimalizált változata, az Easy Peasy (korábbi nevén Ubuntu Eee).

## Konfigurációk
A marketinges elnevezéseket a gépekben lévő háttértár mérete, a webkamera jelenléte vagy hiánya és az akkumulátor kapacitása befolyásolta. Az elnevezés alapján megállapítható az adott konfiguráció összes főbb jellemzője. A Surf modellek 4400 mAh kapacitású akkumulátort tartalmaznak és nincs bennük webkamera, míg a többi modellnek nagyobb akkumulátora van (5200 mAh kapacitású) és webkamerát is tartalmaznak. A prototípusok bemutatásakor alkalmazott modellszámok továbbra is jelen vannak, a számozás az alap memória méretére és a mini PCI foglalat jelenlétére vagy hiányára utalnak. Elképzelhető, hogy a mini PCI foglalattal rendelkező modellekhez vásárolható lesz később egy második SSD háttértár is. A 4G jelzésű modellekről készült képeken erre a FLASH_CON címke utalhatott. Amennyiben a kiegészítő mini PCI foglalatban valamilyen kártya van, akkor a belső SSD háttértár ki van kapcsolva, ezért ilyenkor a gép nem tud bootolni.
Az eredeti bejelentéshez képest végül az árazás egészen másképp alakult. A 2 GB-os háttértárral szerelt modell az eredeti bejelentés szerint 199 USD lett volna, bár sok hírügynökség - hibásan - a 4 GB-os modellt jelentette be ezen az áron. Végül a legkisebb modell ára 245 USD lett, aminek a fő oka a kijelző árának hirtelen emelkedése volt. Ugyanakkor a háttértár mérete is változott és a webkamera sincs benne minden modellben.

### Műszaki adatok
| Részegység         | Részegység                   | Eee PC 2G Surf (700) | Eee PC 4G Surf (701) | Eee PC 4G (701)1 | Eee PC 701SD | Eee PC 8G (702) | Eee PC 900 | Eee PC 900 16G | Eee PC 900SD | Eee PC 900HD | Eee PC 900A | Eee PC 901 | Eee PC 904HD | Eee PC 1000HD | Eee PC 1000H | Eee PC 1000HA | Eee PC 1000 | Eee PC 1002HA | Eee PC 1000HE                                                         | Eee PC 1008HA                                                         | Eee PC 1011CX                                                         | Eee PC 1015B                                                          | Eee PC 1015P                                                          | Eee PC 1015PN                                                         | Eee PC 1025C                                                          | Eee PC 1215N                                                          | Eee PC 1215R                                                          | Eee PC 1225B                                                          |  |
| Kijelző            | Kijelző                      | 7 hüvelyk átmérő, 800×480 LED háttérvilágítású TFT LCD | 7 hüvelyk átmérő, 800×480 LED háttérvilágítású TFT LCD | 7 hüvelyk átmérő, 800×480 LED háttérvilágítású TFT LCD | 7 hüvelyk átmérő, 800×480 LED háttérvilágítású TFT LCD | 7 hüvelyk átmérő, 800×480 LED háttérvilágítású TFT LCD | 8,9 hüvelyk, 1024 x 600 TFT LCD | 8,9 hüvelyk, 1024 x 600 TFT LCD | 8,9 hüvelyk, 1024 x 600 TFT LCD | 8,9 hüvelyk, 1024 x 600 TFT LCD | 8,9 hüvelyk, 1024 x 600 TFT LCD | 8,9 hüvelyk, 1024 x 600 TFT LCD | 8,9 hüvelyk, 1024 x 600 TFT LCD | 10,2 hüvelyk, 1024 x 600 TFT LCD | 10,2 hüvelyk, 1024 x 600 TFT LCD | 10,2 hüvelyk, 1024 x 600 TFT LCD | 10,2 hüvelyk, 1024 x 600 TFT LCD | 10,2 hüvelyk, 1024 x 600 TFT LCD | 10,2 hüvelyk, 1024 x 600 TFT LCD                                      | 10,2 hüvelyk, 1024 x 600 TFT LCD                                      | 10,2 hüvelyk, 1024 x 600 TFT LCD                                      | 10,2 hüvelyk, 1024 x 600 TFT LCD                                      | 10,2 hüvelyk, 1024 x 600 TFT LCD                                      | 10,2 hüvelyk, 1024 x 600 TFT LCD                                      | 10,2 hüvelyk, 1024 x 600 TFT LCD                                      | 12,1 hüvelyk, 1366 x 768 TFT LCD                                      | 12,1 hüvelyk, 1366 x 768 TFT LCD                                      | 12,1 hüvelyk, 1366 x 768 TFT LCD                                      |  |
| Háttértár          | elsődleges SSD (forrasztott) | 2 GB | 4 GB | 4 GB | | | 4 GB | | 8 GB | | 4/8 GB (USA) vagy nincs (USA/Németország) | 4 GB (cserélhető) | | | | | 8 GB (cserélhető) | |                                                                       |                                                                       |                                                                       |                                                                       |                                                                       |                                                                       |                                                                       |                                                                       |                                                                       |                                                                       |  |
| Háttértár          | másodlagos SSD (cserélhető)  | | | | 8 GB | 8 GB | 8 GB (Win XP) vagy 16 GB (Linux) | 16 GB | ha a WLAN jelen van, akkor nincs | | 8/16 GB (Németország), nincs/4 GB (USA) | 8 GB (Win XP) vagy 16 GB (Win XP/Linux) | | | | | 32 GB | |                                                                       |                                                                       |                                                                       |                                                                       |                                                                       |                                                                       |                                                                       |                                                                       |                                                                       |                                                                       |  |
| Háttértár          | merevlemez                   | | | | 30 GB külső | | | | | 160 GB | | | 80 GB | 80 GB | 80 GB vagy 160 GB | 160 GB | | 160 GB | 160 GB                                                                | 250-320 GB                                                            | 320-500 GB                                                            | 250-500 GB                                                            | 160-320 GB                                                            | 250 GB                                                                | 320-500 GB                                                            | 320-500 GB                                                            | 320-500 GB                                                            | 320-500 GB                                                            |  |
| Processzor         | Processzor                   | 900 MHz Intel Celeron-M ULV 353, 571 MHz órajel; 32 kB L1 cache. | 900 MHz Intel Celeron-M ULV 353, 630 MHz (70 MHz x 9) órajel | 900 MHz Intel Celeron-M ULV 353, 630 MHz (70 MHz x 9) órajel | 900 MHz Intel Celeron-M ULV 353, 630 MHz (70 MHz x 9) órajel | 900 MHz Intel Celeron-M ULV 353, 630 MHz (70 MHz x 9) órajel | 900 MHz Intel Celeron-M ULV 353 | 900 MHz Intel Celeron-M ULV 353 | 900 MHz Intel Celeron-M ULV 353 | 900 MHz Intel Celeron-M ULV 353 | 1,6 GHz Intel Atom, 45 nm Diamondville N270, Socket 437 FCBG8A | 1,6 GHz Intel Atom, 45 nm Diamondville N270, Socket 437 FCBG8A | 900 MHz Intel Celeron-M ULV 353, 630 MHz (70 MHz x 9) órajel | 900 MHz Intel Celeron-M ULV 353, 630 MHz (70 MHz x 9) órajel | 1,6 GHz Intel Atom, 45 nm Diamondville N270, Socket 437 FCBG8A | 1,6 GHz Intel Atom, 45 nm Diamondville N270, Socket 437 FCBG8A | 1,6 GHz Intel Atom, 45 nm Diamondville N270, Socket 437 FCBG8A | 1,6 GHz Intel Atom, 45 nm Diamondville N270, Socket 437 FCBG8A | 1,66 GHz Intel Atom, 45 nm Diamondville N280, Socket 437 FCBG8A       | 1,66 GHz Intel Atom, 45 nm Diamondville N280, Socket 437 FCBG8A       | 1,66 GHz Intel Atom, 32 nm Cedar Trail N2600, Socket 559 FCBGA        | 1,2 GHz (egymagos C30), vagy 1,0 GHz (kétmagos C50) AMD Fusion APU    | 1,66 GHz egymagos Intel Atom, 45 nm Pineview N450, Socket 559 FCBGA   | 1,66 GHz kétmagos Intel Atom, 45 nm Pineview N570, Socket 559 FCBGA   | 1,66 GHz Intel Atom, 32 nm Cedar Trail N2600, Socket 559 FCBGA        | 1,83 GHz kétmagos Intel Atom, 45 nm Pineview D525, Socket 559 FCBGA   | 1,7 GHz egymagos AMD Athlon II Neo K125                               | Kétmagos AMD Fusion E450 1.65 GHz APU, vagy C60 1.0 GHz CPU           |  |
| Processzor         | Processzor                   | 512 kB L2 cache RAM | 512 kB L2 cache RAM | 512 kB L2 cache RAM | 512 kB L2 cache RAM | 512 kB L2 cache RAM | 512 kB L2 cache RAM | 512 kB L2 cache RAM | 512 kB L2 cache RAM | 512 kB L2 cache RAM | 512 kB L2 cache RAM | 512 kB L2 cache RAM | 512 kB L2 cache RAM | 512 kB L2 cache RAM | 512 kB L2 cache RAM | 512 kB L2 cache RAM | 512 kB L2 cache RAM | 512 kB L2 cache RAM | 512 kB L2 cache RAM                                                   | 512 kB L2 cache RAM                                                   | 1 MB L2 cache RAM                                                     | 512 kB L2 cache (C30), vagy 1 MB L2 cache (C50)                       | 512 kB L2 cache RAM                                                   | 1 MB L2 cache RAM                                                     | 1 MB L2 cache RAM                                                     | 1 MB L2 cache RAM                                                     | 1 MB L2 cache RAM                                                     | 1 MB L2 cache RAM                                                     |  |
| Részegység         | Részegység                   | Eee PC 2G Surf (700) | Eee PC 4G Surf (701) | Eee PC 4G (701)1 | Eee PC 701SD | Eee PC 8G (702) | Eee PC 900 | Eee PC 900 16G | Eee PC 900SD | Eee PC 900HD | Eee PC 900A | Eee PC 901 | Eee PC 904HD | Eee PC 1000HD | Eee PC 1000H | Eee PC 1000HA | Eee PC 1000 | Eee PC 1002HA | Eee PC 1000HE                                                         | Eee PC 1008HA                                                         | Eee PC 1011CX                                                         | Eee PC 1015B                                                          | Eee PC 1015P                                                          | Eee PC 1015PN                                                         | Eee PC 1025C                                                          | Eee PC 1215N                                                          | Eee PC 1215R                                                          | Eee PC 1225B                                                          |  |
| Memória            | Memória                      | 512 MB RAM DDR2-400 (az alaplapon) | 512 MB RAM DDR2-533/667 | 512 MB RAM DDR2-533/667 | 512 MB RAM DDR2-533/667 | 1 GB RAM DDR2-400 (533/667 MHz is lehetséges) | 1 GB RAM DDR2-400 (533/667 MHz is lehetséges) | 1 GB RAM DDR2-400 (533/667 MHz is lehetséges) | 1 GB RAM DDR2-400 (533/667 MHz is lehetséges) | 1 GB RAM DDR2-400 (533/667 MHz is lehetséges) | 1 GB RAM DDR2-400 (533/667 MHz is lehetséges) | 1 GB (Win XP), 1 vagy 2 GB (Linux) RAM DDR2-400 (533/667 is lehetséges) | 1 GB (Win XP), 1 vagy 2 GB (Linux) RAM DDR2-400 (533/667 is lehetséges) | 1 GB RAM DDR2-533/667 | 1 GB RAM DDR2-533/667 | 1 GB RAM DDR2-533/667 | 1 GB RAM DDR2-533/667 | 1 GB RAM DDR2-533/667 | 1 GB RAM DDR2-533/667                                                 | 1 GB RAM DDR2-533/667                                                 | 1 GB RAM DDR3                                                         | 1 GB RAM DDR3                                                         | 1 GB RAM DDR3                                                         | 1 GB RAM DDR3                                                         | 1 GB RAM DDR3                                                         | 1 GB RAM DDR3                                                         | 2 GB RAM DDR3                                                         | 2 GB RAM DDR3                                                         |  |
| Memória            | Memória                      | alaplapra forrasztva | egy foglalat, 2 GB-ra növelhető | egy foglalat, 2 GB-ra növelhető | egy foglalat, 2 GB-ra növelhető | egy foglalat, 2 GB-ra növelhető | egy foglalat, 2 GB-ra növelhető | egy foglalat, 2 GB-ra növelhető | nem cserélhető | egy foglalat, 2 GB-ra növelhető | egy foglalat, 2 GB-ra növelhető | egy foglalat, 2 GB-ra növelhető | egy foglalat, 2 GB-ra növelhető | egy foglalat, 2 GB-ra növelhető | egy foglalat, 2 GB-ra növelhető | egy foglalat, 2 GB-ra növelhető | egy foglalat, 2 GB-ra növelhető | egy foglalat, 2 GB-ra növelhető | egy foglalat, 2 GB-ra növelhető                                       | egy foglalat, 2 GB-ra növelhető                                       | egy foglalat, 2 GB-ra növelhető                                       | egy foglalat, 2 GB-ra növelhető                                       | egy foglalat, 2 GB-ra növelhető                                       | egy foglalat, 2 GB-ra növelhető                                       | egy foglalat, 2 GB-ra növelhető                                       | egy foglalat, 4 GB-ra növelhető                                       | egy foglalat, 4 GB-ra növelhető                                       | egy foglalat, 4 GB-ra növelhető                                       |  |
| Grafikus rendszer  | Grafikus rendszer            | Integrált Intel GMA 900 grafikus processzor, megosztott memória, külső VGA csatlakozó (max. 1600×1280 képpont felbontás) | Integrált Intel GMA 900 grafikus processzor, megosztott memória, külső VGA csatlakozó (max. 1600×1280 képpont felbontás) | Integrált Intel GMA 900 grafikus processzor, megosztott memória, külső VGA csatlakozó (max. 1600×1280 képpont felbontás) | Integrált Intel GMA 900 grafikus processzor, megosztott memória, külső VGA csatlakozó (max. 1600×1280 képpont felbontás) | Integrált Intel GMA 900 grafikus processzor, megosztott memória, külső VGA csatlakozó (max. 1600×1280 képpont felbontás) | Intel 915GM/GMS, 910GML Express | Intel 915GM/GMS, 910GML Express | Intel 915GM/GMS, 910GML Express | Intel 915GM/GMS, 910GML Express | Integrált GMA 950 | Integrált GMA 950 | Integrált GMA 950 | Integrált GMA 950 | Integrált GMA 950 | Integrált GMA 950 | Integrált GMA 950 | Integrált GMA 950 | Integrált GMA 950                                                     | Integrált GMA 950                                                     | Integrált Intel GMA 3150                                              | AMD Radeon HD 6250                                                    | Integrált Intel GMA 3150                                              | NVIDIA® ION(512MB VRAM)                                               | Intel GMA 3650                                                        | NVIDIA® ION(512MB VRAM)                                               | AMD Radeon HD 4250                                                    | AMD Radeon HD 6320, vagy HD 6290                                      |  |
| Chipset            | Chipset                      | | Intel 910GML | | | | | | | | | Intel 945GSE | | | | | | |                                                                       |                                                                       | Intel NM10                                                            | AMD A50M                                                              | Intel NM10                                                            | Intel NM10                                                            | Intel NM10                                                            | Intel NM10                                                            | AMD RS880M, vagy SB710M                                               | AMD RS880M, vagy SB710M                                               |  |
| Akku               | Akku                         | 4 cellás, Li-Ion, 4400 mAh, 7,4 V: 2 ó 45 p akku idő | 4 cellás, Li-Ion, 4400 mAh, 7,4 V: 2 ó 45 p akku idő | 4 cellás, Li-Ion, 4400mAh; vagy 4 cellás, Li-Ion, 5200 mAh, 7,4 V: 3 ó 30 p akku idő | 4 cellás, Li-Ion, 4400mAh; vagy 4 cellás, Li-Ion, 5200 mAh, 7,4 V: 3 ó 30 p akku idő | 4 cellás, Li-Ion, 4400mAh; vagy 4 cellás, Li-Ion, 5200 mAh, 7,4 V: 3 ó 30 p akku idő | 4 cellás, Li-Ion, 4400mAh; vagy 4 cellás, Li-Ion, 5200 mAh, 7,4 V: 3 ó 30 p akku idő | 4 cellás, Li-Ion, 4400mAh; vagy 4 cellás, Li-Ion, 5200 mAh, 7,4 V: 3 ó 30 p akku idő | 4 cellás, Li-Ion, 4400mAh; vagy 4 cellás, Li-Ion, 5200 mAh, 7,4 V: 3 ó 30 p akku idő | 4 cellás, Li-Ion, 4400 mAh 7,4V | 4 cellás, Li-Ion, 4400 mAh 7,4V vagy 5800 mAh, 7,2V: 3 ó 30 p akku idő | 6 cellás Li-Ion, 6600 mAh 7,4V (4,2ó - 7,8ó) | 6 cellás Li-Ion, 6600 mAh 7,4V (4,2ó - 7,8ó) | 6 cellás Li-Ion, 6600 mAh 7,4V (4,2ó - 7,8ó) | 6 cellás Li-Ion, 6600 mAh 7,4V (4,2ó - 7,8ó) | 6 cellás Li-Ion, 6600 mAh 7,4V (4,2ó - 7,8ó) | 6 cellás Li-Ion, 6600 mAh 7,4V (4,2ó - 7,8ó) | 2 cellás Lítium-Polimer, 4200 mAh 7,4V (5ó. Windows XP alatt) | 6 cellás Lítium-Polimer, 8700 mAh 7,4V (9.5ó, Windows XP alatt)       | 4 cellás Li-Po, 3200 mAh 7,4V (6ó)                                    | 6 cellás Li-Po, 4800 mAh                                              | 6 cellás Li-Po, 5200 mAh                                              | 6 cellás Li-Po, 5600 mAh                                              | 6 cellás Li-Po, 5600 mAh                                              | 6 cellás Li-Po, 5600 mAh                                              | 6 cellás Li-Po, 5600 mAh                                              | 6 cellás Li-Po, 5600 mAh                                              | 6 cellás Li-Po, 5600 mAh                                              |  |
| Webkamera          | Webkamera                    | nincs | nincs | 0,3 megapixel; max. 640×480, 30 kép/s | 0,3 megapixel; max. 640×480, 30 kép/s | 0,3 megapixel; max. 640×480, 30 kép/s | 1,3 megapixel | 1,3 megapixel | 0,3 megapixel | 0,3 megapixel | 1,3 megapixel | 1,3 megapixel | 1,3 megapixel | 1,3 megapixel | 1,3 megapixel | 1,3 megapixel | 1,3 megapixel | 1,3 megapixel | 1,3 megapixel                                                         | 1,3 megapixel                                                         | 0,3 megapixel                                                         | 0,3 megapixel                                                         | 0,3 megapixel                                                         | 0,3 megapixel                                                         | 0,3 megapixel                                                         | 0,3 megapixel                                                         | 0,3 megapixel                                                         | 0,3 megapixel                                                         |  |
| Részegység         | Részegység                   | Eee PC 2G Surf (700) | Eee PC 4G Surf (701) | Eee PC 4G (701)1 | Eee PC 701SD | Eee PC 8G (702) | Eee PC 900 | Eee PC 900 16G | Eee PC 900SD | Eee PC 900HD | Eee PC 900A | Eee PC 901 | Eee PC 904HD | Eee PC 1000HD | Eee PC 1000H | Eee PC 1000HA | Eee PC 1000 | Eee PC 1002HA | Eee PC 1000HE                                                         | Eee PC 1008HA                                                         | Eee PC 1011CX                                                         | Eee PC 1015B                                                          | Eee PC 1015P                                                          | Eee PC 1015PN                                                         | Eee PC 1025C                                                          | Eee PC 1215N                                                          | Eee PC 1215R                                                          | Eee PC 1225B                                                          |  |
| Méretek            | Méretek                      | 225 × 165 × 21~35 mm | 225 × 165 × 21~35 mm | 225 × 165 × 21~35 mm | 225 × 165 × 21~35 mm | 225 × 165 × 21~35 mm | 225 x 170 x 20~38 mm | 225 x 170 x 20~38 mm | 225 x 170 x 20~38 mm | 225 x 170 x 20~38 mm | 225 x 170 x 20~38 mm | 226 × 175,3 × 22,9 mm | 265,9 × 191,3 × 38,1 mm | 265,9 × 191,3 × 38,1 mm | 265,9 × 191,3 × 38,1 mm | 265,9 × 191,3 × 38,1 mm | 265,9 × 191,3 × 38,1 mm | 264 x 181 x 27,6 mm | 266 mm x 191,2 mm x 28,5 mm~ 38 mm                                    | 266 mm x 191,2 mm x 28,5 mm~ 38 mm                                    | 266 mm x 191,2 mm x 28,5 mm~ 38 mm                                    | 262 x 178 x 23,6 mm                                                   | 262 x 178 x 23,6 mm                                                   | 262 x 178 x 23,6 mm                                                   | 262 x 178 x 23,6 mm                                                   | 296 x 203 x 28 ~ 35 mm                                                | 296 x 203 x 28 ~ 35 mm                                                | 296 x 203 x 28 ~ 35 mm                                                |  |
| Tömeg              | Tömeg                        | 922 g | 922 g | 922 g | 922 g | 922 g | 990 g | 990 g | 990 g | 990 g | 990 g | 1140 g | 1400 g | 1450 g | 1450 g | 1450 g | 1330 g | 1200 g | 1450 g                                                                | 1450 g                                                                | 1450 g                                                                | 1300 g                                                                | 1250 g                                                                | 1250 g                                                                | 1250 g                                                                | 1450 g                                                                | 1450 g                                                                | 1450 g                                                                |  |
| Hálózat            | Hálózat                      | 10/100 Mbit Ethernet (Attansic L2), 802.11b/802.11g (Atheros vagy Ralink) WLAN mini PCI-E kártya. Eee PC 901/1000: Ralink RT2860. | 10/100 Mbit Ethernet (Attansic L2), 802.11b/802.11g (Atheros vagy Ralink) WLAN mini PCI-E kártya. Eee PC 901/1000: Ralink RT2860. | 10/100 Mbit Ethernet (Attansic L2), 802.11b/802.11g (Atheros vagy Ralink) WLAN mini PCI-E kártya. Eee PC 901/1000: Ralink RT2860. | 10/100 Mbit Ethernet (Attansic L2), 802.11b/802.11g (Atheros vagy Ralink) WLAN mini PCI-E kártya. Eee PC 901/1000: Ralink RT2860. | 10/100 Mbit Ethernet (Attansic L2), 802.11b/802.11g (Atheros vagy Ralink) WLAN mini PCI-E kártya. Eee PC 901/1000: Ralink RT2860. | 10/100 Mbit Ethernet (Attansic L2), 802.11b/802.11g (Atheros vagy Ralink) WLAN mini PCI-E kártya. Eee PC 901/1000: Ralink RT2860. | 10/100 Mbit Ethernet (Attansic L2), 802.11b/802.11g (Atheros vagy Ralink) WLAN mini PCI-E kártya. Eee PC 901/1000: Ralink RT2860. | 10/100 Mbit Ethernet (Attansic L2), 802.11b/802.11g (Atheros vagy Ralink) WLAN mini PCI-E kártya. Eee PC 901/1000: Ralink RT2860. | 10/100 Mbit Ethernet (Attansic L2), 802.11b/802.11g (Atheros vagy Ralink) WLAN mini PCI-E kártya. Eee PC 901/1000: Ralink RT2860. | 10/100 Mbit Ethernet (Attansic L2), 802.11b/802.11g (Atheros vagy Ralink) WLAN mini PCI-E kártya. Eee PC 901/1000: Ralink RT2860. | 10/100 Mbit Ethernet (Attansic L2), 802.11b/802.11g (Atheros vagy Ralink) WLAN mini PCI-E kártya. Eee PC 901/1000: Ralink RT2860. | 10/100 Mbit Ethernet (Attansic L2), 802.11b/802.11g (Atheros vagy Ralink) WLAN mini PCI-E kártya. Eee PC 901/1000: Ralink RT2860. | 10/100 Mbit Ethernet (Attansic L2), 802.11b/802.11g (Atheros vagy Ralink) WLAN mini PCI-E kártya. Eee PC 901/1000: Ralink RT2860. | 10/100 Mbit Ethernet (Attansic L2), 802.11b/802.11g (Atheros vagy Ralink) WLAN mini PCI-E kártya. Eee PC 901/1000: Ralink RT2860. | 10/100 Mbit Ethernet (Attansic L2), 802.11b/802.11g (Atheros vagy Ralink) WLAN mini PCI-E kártya. Eee PC 901/1000: Ralink RT2860. | 10/100 Mbit Ethernet (Attansic L2), 802.11b/802.11g (Atheros vagy Ralink) WLAN mini PCI-E kártya. Eee PC 901/1000: Ralink RT2860. | 10/100 Mbit Ethernet (Attansic L2), 802.11b/802.11g (Atheros vagy Ralink) WLAN mini PCI-E kártya. Eee PC 901/1000: Ralink RT2860. | 10/100 Mbit Ethernet, 802.11b/802.11g/802.11n WLAN mini PCI-E kártya. | 10/100 Mbit Ethernet, 802.11b/802.11g/802.11n WLAN mini PCI-E kártya. | 10/100 Mbit Ethernet, 802.11b/802.11g/802.11n WLAN mini PCI-E kártya. | 10/100 Mbit Ethernet, 802.11b/802.11g/802.11n WLAN mini PCI-E kártya. | 10/100 Mbit Ethernet, 802.11b/802.11g/802.11n WLAN mini PCI-E kártya. | 10/100 Mbit Ethernet, 802.11b/802.11g/802.11n WLAN mini PCI-E kártya. | 10/100 Mbit Ethernet, 802.11b/802.11g/802.11n WLAN mini PCI-E kártya. | 10/100 Mbit Ethernet, 802.11b/802.11g/802.11n WLAN mini PCI-E kártya. | 10/100 Mbit Ethernet, 802.11b/802.11g/802.11n WLAN mini PCI-E kártya. | 10/100 Mbit Ethernet, 802.11b/802.11g/802.11n WLAN mini PCI-E kártya. |  |
| Bluetooth          | Bluetooth                    | nincs | nincs | nincs | nincs | nincs | nincs | nincs | nincs | nincs | nincs | van | nincs | nincs | van | nincs | van | van | van                                                                   | van                                                                   | van                                                                   | van                                                                   | van                                                                   | van                                                                   | van                                                                   | van                                                                   | van                                                                   | van                                                                   |  |
| Operációs rendszer | Windows XP                   | van | van | van | van | van | van | van | van | van | van | van | van | van | van | van | van | van | van                                                                   | van                                                                   |                                                                       |                                                                       |                                                                       |                                                                       |                                                                       |                                                                       |                                                                       |                                                                       |  |
| Operációs rendszer | Linux                        | van, egyedi Xandros2 | van, egyedi Xandros2 | van, egyedi Xandros2 | van, egyedi Xandros2 | van, egyedi Xandros2 | van, egyedi Xandros2 | van, egyedi Xandros2 | nincs | nincs | van, egyedi Xandros2 | van, egyedi Xandros2 | van, egyedi Xandros2 | van, egyedi Xandros2 | van, egyedi Xandros2 | nincs | van | nincs | nincs                                                                 | van                                                                   | van                                                                   |                                                                       |                                                                       |                                                                       |                                                                       |                                                                       |                                                                       |                                                                       |  |
| Windows 7          | nincs                        | nincs | nincs | nincs | nincs | nincs | nincs | nincs | nincs | nincs | nincs | nincs | nincs | nincs | nincs | nincs | nincs | nincs | nincs                                                                 | van                                                                   | van                                                                   | van                                                                   | van                                                                   | van                                                                   | van                                                                   | van                                                                   | van                                                                   | van                                                                   |  |
| Egyéb              | Egyéb                        | - Hang: Realtek ALC662 Hi-Definition Audio 5.1 CODEC; beépített sztereó hangszóró; beépített mikrofon - Csatlakozók: 3 USB 2.0, MMC/SD (HC) kártyaolvasó, Ethernet, Modem port (üres, nem működik), mikrofon és fejhallgató bemenetek, tápcsatlakozó, VGA kimenet, Kensington biztonsági zár, közös USB2.0/eSATA csatlakozó (csak 1000HE) - Színválaszték: fehér, fekete, zöld, kék, rózsaszín - Bővítőhelyek: két PCI Express Mini Card csatlakozó: egyet elfoglal a WLAN kártya a másik üres, néhány modellen használható csak. | - Hang: Realtek ALC662 Hi-Definition Audio 5.1 CODEC; beépített sztereó hangszóró; beépített mikrofon - Csatlakozók: 3 USB 2.0, MMC/SD (HC) kártyaolvasó, Ethernet, Modem port (üres, nem működik), mikrofon és fejhallgató bemenetek, tápcsatlakozó, VGA kimenet, Kensington biztonsági zár, közös USB2.0/eSATA csatlakozó (csak 1000HE) - Színválaszték: fehér, fekete, zöld, kék, rózsaszín - Bővítőhelyek: két PCI Express Mini Card csatlakozó: egyet elfoglal a WLAN kártya a másik üres, néhány modellen használható csak. | - Hang: Realtek ALC662 Hi-Definition Audio 5.1 CODEC; beépített sztereó hangszóró; beépített mikrofon - Csatlakozók: 3 USB 2.0, MMC/SD (HC) kártyaolvasó, Ethernet, Modem port (üres, nem működik), mikrofon és fejhallgató bemenetek, tápcsatlakozó, VGA kimenet, Kensington biztonsági zár, közös USB2.0/eSATA csatlakozó (csak 1000HE) - Színválaszték: fehér, fekete, zöld, kék, rózsaszín - Bővítőhelyek: két PCI Express Mini Card csatlakozó: egyet elfoglal a WLAN kártya a másik üres, néhány modellen használható csak. | - Hang: Realtek ALC662 Hi-Definition Audio 5.1 CODEC; beépített sztereó hangszóró; beépített mikrofon - Csatlakozók: 3 USB 2.0, MMC/SD (HC) kártyaolvasó, Ethernet, Modem port (üres, nem működik), mikrofon és fejhallgató bemenetek, tápcsatlakozó, VGA kimenet, Kensington biztonsági zár, közös USB2.0/eSATA csatlakozó (csak 1000HE) - Színválaszték: fehér, fekete, zöld, kék, rózsaszín - Bővítőhelyek: két PCI Express Mini Card csatlakozó: egyet elfoglal a WLAN kártya a másik üres, néhány modellen használható csak. | - Hang: Realtek ALC662 Hi-Definition Audio 5.1 CODEC; beépített sztereó hangszóró; beépített mikrofon - Csatlakozók: 3 USB 2.0, MMC/SD (HC) kártyaolvasó, Ethernet, Modem port (üres, nem működik), mikrofon és fejhallgató bemenetek, tápcsatlakozó, VGA kimenet, Kensington biztonsági zár, közös USB2.0/eSATA csatlakozó (csak 1000HE) - Színválaszték: fehér, fekete, zöld, kék, rózsaszín - Bővítőhelyek: két PCI Express Mini Card csatlakozó: egyet elfoglal a WLAN kártya a másik üres, néhány modellen használható csak. | - Hang: Realtek ALC662 Hi-Definition Audio 5.1 CODEC; beépített sztereó hangszóró; beépített mikrofon - Csatlakozók: 3 USB 2.0, MMC/SD (HC) kártyaolvasó, Ethernet, Modem port (üres, nem működik), mikrofon és fejhallgató bemenetek, tápcsatlakozó, VGA kimenet, Kensington biztonsági zár, közös USB2.0/eSATA csatlakozó (csak 1000HE) - Színválaszték: fehér, fekete, zöld, kék, rózsaszín - Bővítőhelyek: két PCI Express Mini Card csatlakozó: egyet elfoglal a WLAN kártya a másik üres, néhány modellen használható csak. | - Hang: Realtek ALC662 Hi-Definition Audio 5.1 CODEC; beépített sztereó hangszóró; beépített mikrofon - Csatlakozók: 3 USB 2.0, MMC/SD (HC) kártyaolvasó, Ethernet, Modem port (üres, nem működik), mikrofon és fejhallgató bemenetek, tápcsatlakozó, VGA kimenet, Kensington biztonsági zár, közös USB2.0/eSATA csatlakozó (csak 1000HE) - Színválaszték: fehér, fekete, zöld, kék, rózsaszín - Bővítőhelyek: két PCI Express Mini Card csatlakozó: egyet elfoglal a WLAN kártya a másik üres, néhány modellen használható csak. | - Hang: Realtek ALC662 Hi-Definition Audio 5.1 CODEC; beépített sztereó hangszóró; beépített mikrofon - Csatlakozók: 3 USB 2.0, MMC/SD (HC) kártyaolvasó, Ethernet, Modem port (üres, nem működik), mikrofon és fejhallgató bemenetek, tápcsatlakozó, VGA kimenet, Kensington biztonsági zár, közös USB2.0/eSATA csatlakozó (csak 1000HE) - Színválaszték: fehér, fekete, zöld, kék, rózsaszín - Bővítőhelyek: két PCI Express Mini Card csatlakozó: egyet elfoglal a WLAN kártya a másik üres, néhány modellen használható csak. | - Hang: Realtek ALC662 Hi-Definition Audio 5.1 CODEC; beépített sztereó hangszóró; beépített mikrofon - Csatlakozók: 3 USB 2.0, MMC/SD (HC) kártyaolvasó, Ethernet, Modem port (üres, nem működik), mikrofon és fejhallgató bemenetek, tápcsatlakozó, VGA kimenet, Kensington biztonsági zár, közös USB2.0/eSATA csatlakozó (csak 1000HE) - Színválaszték: fehér, fekete, zöld, kék, rózsaszín - Bővítőhelyek: két PCI Express Mini Card csatlakozó: egyet elfoglal a WLAN kártya a másik üres, néhány modellen használható csak. | - Hang: Realtek ALC662 Hi-Definition Audio 5.1 CODEC; beépített sztereó hangszóró; beépített mikrofon - Csatlakozók: 3 USB 2.0, MMC/SD (HC) kártyaolvasó, Ethernet, Modem port (üres, nem működik), mikrofon és fejhallgató bemenetek, tápcsatlakozó, VGA kimenet, Kensington biztonsági zár, közös USB2.0/eSATA csatlakozó (csak 1000HE) - Színválaszték: fehér, fekete, zöld, kék, rózsaszín - Bővítőhelyek: két PCI Express Mini Card csatlakozó: egyet elfoglal a WLAN kártya a másik üres, néhány modellen használható csak. | - Hang: Realtek ALC662 Hi-Definition Audio 5.1 CODEC; beépített sztereó hangszóró; beépített mikrofon - Csatlakozók: 3 USB 2.0, MMC/SD (HC) kártyaolvasó, Ethernet, Modem port (üres, nem működik), mikrofon és fejhallgató bemenetek, tápcsatlakozó, VGA kimenet, Kensington biztonsági zár, közös USB2.0/eSATA csatlakozó (csak 1000HE) - Színválaszték: fehér, fekete, zöld, kék, rózsaszín - Bővítőhelyek: két PCI Express Mini Card csatlakozó: egyet elfoglal a WLAN kártya a másik üres, néhány modellen használható csak. | - Hang: Realtek ALC662 Hi-Definition Audio 5.1 CODEC; beépített sztereó hangszóró; beépített mikrofon - Csatlakozók: 3 USB 2.0, MMC/SD (HC) kártyaolvasó, Ethernet, Modem port (üres, nem működik), mikrofon és fejhallgató bemenetek, tápcsatlakozó, VGA kimenet, Kensington biztonsági zár, közös USB2.0/eSATA csatlakozó (csak 1000HE) - Színválaszték: fehér, fekete, zöld, kék, rózsaszín - Bővítőhelyek: két PCI Express Mini Card csatlakozó: egyet elfoglal a WLAN kártya a másik üres, néhány modellen használható csak. | - Hang: Realtek ALC662 Hi-Definition Audio 5.1 CODEC; beépített sztereó hangszóró; beépített mikrofon - Csatlakozók: 3 USB 2.0, MMC/SD (HC) kártyaolvasó, Ethernet, Modem port (üres, nem működik), mikrofon és fejhallgató bemenetek, tápcsatlakozó, VGA kimenet, Kensington biztonsági zár, közös USB2.0/eSATA csatlakozó (csak 1000HE) - Színválaszték: fehér, fekete, zöld, kék, rózsaszín - Bővítőhelyek: két PCI Express Mini Card csatlakozó: egyet elfoglal a WLAN kártya a másik üres, néhány modellen használható csak. | - Hang: Realtek ALC662 Hi-Definition Audio 5.1 CODEC; beépített sztereó hangszóró; beépített mikrofon - Csatlakozók: 3 USB 2.0, MMC/SD (HC) kártyaolvasó, Ethernet, Modem port (üres, nem működik), mikrofon és fejhallgató bemenetek, tápcsatlakozó, VGA kimenet, Kensington biztonsági zár, közös USB2.0/eSATA csatlakozó (csak 1000HE) - Színválaszték: fehér, fekete, zöld, kék, rózsaszín - Bővítőhelyek: két PCI Express Mini Card csatlakozó: egyet elfoglal a WLAN kártya a másik üres, néhány modellen használható csak. | - Hang: Realtek ALC662 Hi-Definition Audio 5.1 CODEC; beépített sztereó hangszóró; beépített mikrofon - Csatlakozók: 3 USB 2.0, MMC/SD (HC) kártyaolvasó, Ethernet, Modem port (üres, nem működik), mikrofon és fejhallgató bemenetek, tápcsatlakozó, VGA kimenet, Kensington biztonsági zár, közös USB2.0/eSATA csatlakozó (csak 1000HE) - Színválaszték: fehér, fekete, zöld, kék, rózsaszín - Bővítőhelyek: két PCI Express Mini Card csatlakozó: egyet elfoglal a WLAN kártya a másik üres, néhány modellen használható csak. | - Hang: Realtek ALC662 Hi-Definition Audio 5.1 CODEC; beépített sztereó hangszóró; beépített mikrofon - Csatlakozók: 3 USB 2.0, MMC/SD (HC) kártyaolvasó, Ethernet, Modem port (üres, nem működik), mikrofon és fejhallgató bemenetek, tápcsatlakozó, VGA kimenet, Kensington biztonsági zár, közös USB2.0/eSATA csatlakozó (csak 1000HE) - Színválaszték: fehér, fekete, zöld, kék, rózsaszín - Bővítőhelyek: két PCI Express Mini Card csatlakozó: egyet elfoglal a WLAN kártya a másik üres, néhány modellen használható csak. | - Hang: Realtek ALC662 Hi-Definition Audio 5.1 CODEC; beépített sztereó hangszóró; beépített mikrofon - Csatlakozók: 3 USB 2.0, MMC/SD (HC) kártyaolvasó, Ethernet, Modem port (üres, nem működik), mikrofon és fejhallgató bemenetek, tápcsatlakozó, VGA kimenet, Kensington biztonsági zár, közös USB2.0/eSATA csatlakozó (csak 1000HE) - Színválaszték: fehér, fekete, zöld, kék, rózsaszín - Bővítőhelyek: két PCI Express Mini Card csatlakozó: egyet elfoglal a WLAN kártya a másik üres, néhány modellen használható csak. |                                                                       |                                                                       |                                                                       |                                                                       |                                                                       |                                                                       |                                                                       |                                                                       |                                                                       |                                                                       |  |

1 Az Egyesült Királyságban RM Asus Minibook néven, diákok számára.
2A késői 701 4G modelleken előtelepített Windows XP vagy Xandros található
Asus forrás:

## Kapcsolódó oldalak
- OLPC XO-1
- Palm Foleo
- Ultra-Mobile PC
- VIA NanoBook
- Cloudbook
- Sony U-series
- Classmate PC
- Noahpad
- Nokia N810
- MSI Wind PC
- Internet appliance
- Linpus Linux

### Magyar nyelven
- Asus Eee PC - kipróbáltuk, meggyőzött, PROHARDVER!
- Teszt: Asus Eee PC - leírás, képek, Compiz videó, meg amit akarsz, Hungarian Unix Portal
- EEE PC a spájzban, hardver-teszt.hu
- Magyar EeePC és netbook közösségi oldal, hasznos leírások, friss hírek, tippek, trükkök, praktikák
- ASUS Eee PC netbook tesztek és leírások magyarul Netbook teszt portál

### Idegen nyelven
- Az Asus hivatalos weboldala
- EeeUser.com Nem hivatalos közösségi oldal – blogok, fórum és wiki
- foocity.co.uk Brit Asus Eee PC közösségi oldal – blog és fórum
- UNEASYsilence Mac OS X használata az Eee PC-n
- SUMS Online Oktató szoftverek futtatása SD kártyáról
- Asus Eee PC 701 4G Review, NotebookReview
- Asus Eee PC 4G Review - Ultramobile Notebook with Linux, Perspective
- Asus Eee PC Full Retail Review Showcase, HotHardware
- Asus Eee PC 701 Review, Laptopical

### Filmek
- Ubuntu 7.10 az Asus Eee PC-n. YouTube